# Boraja (góra)
Boraja (675 m) – góra w Chorwacji, w Dalmacji.

## Opis
W szerszym znaczeniu uważana jest za część góry Vilaja. Jest położona ok. 15 km na północny zachód od Trogiru. Zbudowana jest z wapienia. Jej szata roślinna jest znikoma.
U jej północno-zachodniego podnóża leży wieś Boraja. Przebiega tamtędy droga Szybenik – Vrpolje – Seget Gornji – Split.